# Prima guerra cecena

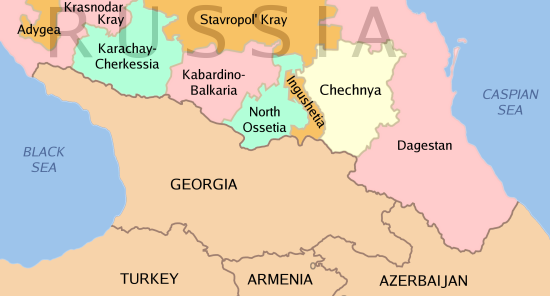
Regione del Caucaso settentrionale

La prima guerra cecena venne combattuta tra Russia e Cecenia dal 1994 al 1996 e finì con la dichiarazione d'indipendenza della Cecenia dalla Russia e la nascita della Repubblica Cecena d'Ičkeria.
Dopo la campagna iniziale del 1994-1995, culminata con la devastante battaglia di Groznyj, le forze federali russe cercarono di controllare le varie aree montuose della Cecenia ma vennero respinti dalla guerriglia cecena e dai raid condotti in pianura, nonostante la preponderante maggioranza di uomini russi, la superiorità negli armamenti e il supporto aereo di cui fruivano. La diffusa demoralizzazione delle forze federali e la quasi universale opposizione dell'opinione pubblica russa riguardo al conflitto, portarono il governo di Boris El'cin a dichiarare il cessate il fuoco nel 1996 e a siglare un trattato di pace l'anno seguente.
Le stime ufficiali indicano 5 500 vittime tra i militari della Russia, mentre altre fonti le indicano tra 3 500 e 7 500, altre ancora fino a 14 000 Stime ufficiali e accurate per i guerriglieri ceceni non ci sono, i numeri vanno da 3 000 a 14 000 Le vittime civili oscillano tra le 30 000 e le 100 000 e più di 200 000 feriti; più di 500 000 persone furono costrette a lasciare la loro terra e le città, così come molti villaggi, vennero lasciate in rovina lungo tutto il paese.

## Il contesto storico e l'indipendenza della Cecenia

### Dalla Russia Imperiale all'Unione Sovietica
I Cosacchi vissero nelle pianure della Cecenia (Terek) sin dal XVI secolo. La Russia invase per la prima volta gli altopiani ceceni durante il regno di Pietro I il Grande, agli inizi del XVIII secolo. Dopo una serie di feroci battaglie, la Cecenia fu sconfitta e annessa all'Impero nel 1870. I successivi tentativi ceceni di riconquistare l'indipendenza dopo la caduta dell'Impero fallirono. Nel 1922 la Cecenia venne incorporata nella Russia Bolscevica e successivamente nell'Unione Sovietica (URSS).
A seguito della Rivoluzione russa del 1917 la popolazione cecena ricostituì l'antico Imamato caucasico sorto nella regione agli inizi del XIX secolo, comprendente la Cecenia, e parti del Daghestan e dell'Inguscezia. Parallelamente a questa realtà politica nacque anche la Repubblica delle Montagne del Caucaso Settentrionale; durante la guerra civile russa queste due nazioni si trovarono su fronti opposti, ma entrambe vennero destituite dall'occupazione delle truppe bolsceviche nel 1922. Nel 1936, Cecenia ed Inguscezia si unirono per dare vita alla Repubblica Socialista Sovietica Autonoma Ceceno-Inguscia (RSSA).

### I movimenti per l'indipendenza
Nel 1936, il leader sovietico Iosif Stalin decise di creare la RSSA Ceceno-Inguscia. Nel 1944, per ordine del capo dell'NKVD Lavrentij Berija, più di un milione di ceceni, ingusci ed altri popoli caucasici settentrionali furono deportati in Siberia e in Asia Centrale, ufficialmente come punizione per aver collaborato e appoggiato l'invasione della Germania nazista. La politica di Stalin rese la Cecenia una "non entità". Nel 1941 scoppiò una nuova insurrezione guidata dal nazionalista Khasan Israilov che portò alla deportazione in massa del popolo ceceno nel 1944 nei territori della repubblica kazaka e nella repubblica kirghiza, nella cosiddetta Operazione Lentil. Soltanto nel 1957, dopo la morte di Stalin, che aveva ordinato la deportazione di massa, il primo segretario sovietico Nikita Chruščёv garantì al popolo ceceno e a quello inguscio il permesso di ritornare nella terra d'origine e di restaurare la repubblica autonoma.

### La situazione economica e sociale dopo la fine dell'URSS
La Russia divenne una nazione indipendente dopo il crollo dell'Unione Sovietica nel dicembre 1991. La Russia fu largamente accettata come lo Stato successore dell'URSS, ma perse allo stesso tempo la maggior parte della sua forza militare ed economica. Mentre l'etnia russa componeva più del 70% della popolazione della Repubblica Socialista Sovietica Federata Russa, significanti differenze etniche e religiose divennero un elemento di concreta minaccia di disintegrazione politica in molte altre regioni. Durante il periodo sovietico, ad alcune delle oltre cento nazionalità in Russia, erano garantite delle enclavi etniche con propri diritti formali concessi dalla federazione. Le relazioni di queste entità con il governo federale e le richieste di maggiore autonomia irruppero come una fondamentale questione politica all'inizio del 1990.

### La dichiarazione d'indipendenza cecena

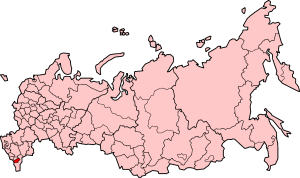
la Cecenia (in rosso) e la Federazione Russa

Nel frattempo, il 6 settembre 1991, militanti del partito del Congresso Nazionale del Popolo Ceceno (NCCHP), creato dall'ex generale sovietico Džochar Dudaev, convocarono una sessione del Soviet Supremo della RSSA Ceceno-Inguscia con l'obiettivo di dichiarare l'indipendenza. Uccisero il rappresentante del Partito Comunista dell'Unione Sovietica a Groznyj tramite defenestrazione, linciarono molti altri membri del partito ed ufficialmente dissolsero il governo della RSSA Ceceno-Inguscia.
Il mese seguente Dudaev ottenne in maniera schiacciante il sostegno popolare per spodestare l'amministrazione ad-interim appoggiata dal governo federale. Divenuto presidente, decretò unilateralmente l'indipendenza dall'URSS. Nel novembre 1991, il presidente El'cin inviò delle truppe a Groznyj, ma esse furono costrette a ritirarsi quando le forze di Dudaev, schieratesi in assetto di combattimento, riuscirono ad evitare che esse lasciassero l'aeroporto. Dopo che la Cecenia pronunciò l'iniziale dichiarazione di sovranità, la Repubblica Autonoma Ceceno-Inguscia si divise in due zone nel giugno del 1992, nel bel mezzo del conflitto armato Inguscio con l'altra Repubblica russa dell'Ossezia del Nord. La Repubblica dell'Inguscezia in seguito confluì nella Federazione Russa, mentre la Cecenia dichiarò la piena indipendenza nel 1993 con il nome di Repubblica cecena di Ichkeria (ChRI).

## Il colpo di stato e l'intervento russo
Dal 1991 al 1994 decine di migliaia di persone di etnia non cecena, per la maggioranza russa, lasciarono la repubblica riportando notizie riguardo alle violenze contro le popolazioni non cecene (soprattutto russi, ucraini ed armeni). L'industria della Cecenia iniziò a decadere come risultato dell'abbandono della regione da parte di molti ingegneri e lavoratori russi, il più delle volte ufficialmente espulsi dalla repubblica. Durante la guerra civile non dichiarata nel paese, le varie fazioni pro e contro Dudaev combatterono per il potere, a volte in vere e proprie battaglie campali con l'utilizzo di armamenti pesanti.
Nel marzo 1992, l'opposizione tentò un colpo di stato, ma il tentativo venne vanificato con la forza. Un mese più tardi, Dudaev si arrogò direttamente i poteri presidenziali e, nel giugno 1993, sciolse il parlamento per evitare un referendum su di un voto di sfiducia. Le forze federali inviate per il conflitto Ossezia-Inguscezia vennero deviate sul confine ceceno alla fine dell'ottobre 1992 e Dudaev, che percepì la cosa come un "atto di aggressione contro la Repubblica Cecena" dichiarò lo stato d'emergenza e minacciò la mobilitazione totale se le truppe russe non si fossero ritirate immediatamente. Dopo aver organizzato un altro golpe nel dicembre 1993, l'opposizione convocò un Consiglio Provvisorio con il ruolo di potenziale governo alternativo per la Cecenia, chiedendo l'assistenza di Mosca.

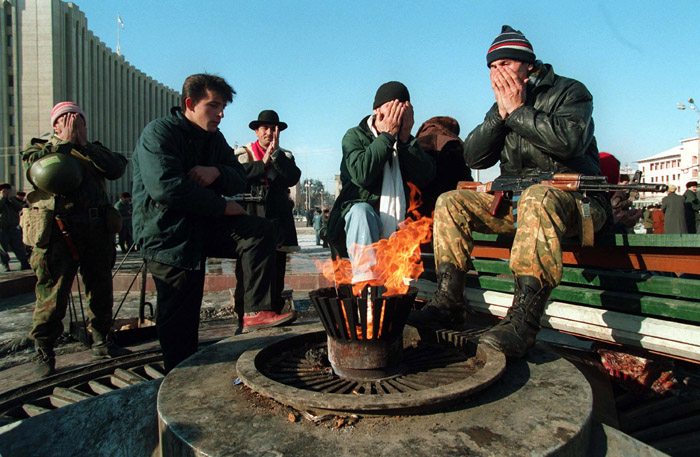
Alcuni simpatizzanti di Dudaev pregano davanti al Palazzo Presidenziale di Groznyj, 1994.

Nell'agosto del 1994, quando la coalizione delle forze d'opposizione, con base nel nord della Cecenia, lanciò una campagna armata per deporre il governo di Dudaev, Mosca decise di aiutare le forze ribelli tramite supporto finanziario, armi ed equipaggiamento militare. La Russia sospese tutti i voli civili per Groznyj mentre, allo stesso tempo, l'aviazione militare e le truppe di confine pianificarono un embargo della repubblica. Il 30 ottobre 1994, aeromobili non identificati russi iniziarono a bombardare la capitale Groznyj. Le forze d'opposizione, alle quali si erano aggiunte le truppe russe, lanciarono un assalto clandestino ma male organizzato a Groznyj alla metà di ottobre del 1994. Esso fu seguito da un secondo e più potente attacco, indicato anche come "Battaglia di Groznyj", tra il 26 ed il 27 novembre. La Guardia Nazionale Cecena di Dudaev respinse però gli attacchi. Con grande imbarazzo per il Cremlino, riuscì anche a catturare circa 20 regolari dell'esercito russo ed altri 50 cittadini russi legati segretamente al controspionaggio russo (FSK).
Il 29 novembre il presidente Boris El'cin emise un ultimatum a tutte le fazioni belligeranti della Cecenia, ordinando loro il disarmo e la resa. Nel momento in cui il governo di Groznyj rifiutò, il presidente El'cin ordinò un attacco per ristabilire l'"ordine costituzionale". Fino al primo dicembre le forze russe condussero pesanti bombardamenti aerei su tutta la Cecenia, bersagliando sia siti militari sia la stessa capitale Groznyj.
L'11 dicembre 1994, cinque giorni dopo che Dudaev e il ministro della Difesa russo, Pavel Gračëv, avevano concordato di evitare un ulteriore uso della forza, le forze russe entrarono in Cecenia con l'ordine di "stabilire l'ordine costituzionale in Cecenia e di preservare l'integrità territoriale della Russia". Gračëv sentenziò che avrebbe potuto eliminare Dudaev in un paio d'ore con un solo reggimento aereo e proclamò che "sarebbe stata una sanguinosa guerra lampo, e che sarebbe durata non oltre il 20 dicembre."

## Lo svolgimento

### Le opposizioni in Russia e il disfacimento iniziale delle forze cecene

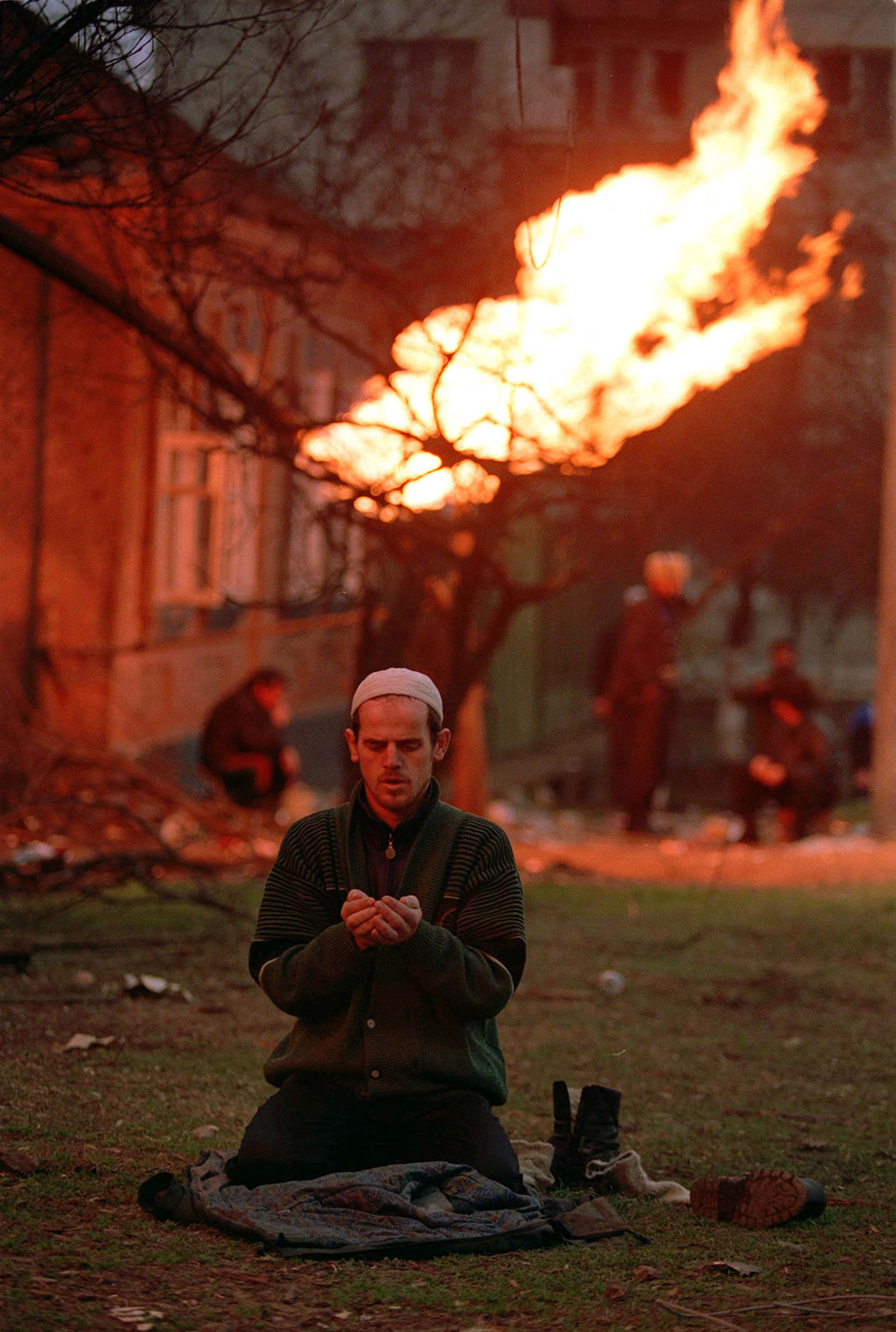
Un uomo prega durante la battaglia di Groznyj

L'11 dicembre 1994 le forze armate russe lanciarono un attacco missilistico su Groznyj da tre fronti. L'attacco principale venne temporaneamente fermato dal vice comandante dell'esercito russo il generale Ėduard Vorobëv come protesta perché considerava un "crimine mandare le forze armate contro il mio stesso popolo". Molti governatori e militari si opposero alla guerra come Vorobëv. Il consigliere per gli affari nazionali di Boris El'cin, Emil Pain, il vice Ministro della Difesa Boris Gromov (uno dei comandanti nella guerra in Afghanistan) e il gen. Boris Poljakov rassegnarono le dimissioni come protesta contro la guerra. Gromov, alla televisione, disse: "Sarà un bagno di sangue, un altro Afghanistan". Più di 800 tra soldati professionisti e ufficiali si rifiutarono di prendere parte all'operazione; di questi 83 vennero condannati dalle corti militari e i restanti assolti. Tempo dopo il generale Lev Rokhlin rifiutò la decorazione di Eroe di Russia per aver preso parte alla guerra.
L'aeronautica cecena venne completamente distrutta nelle prime ore di guerra, mentre 500 persone circa approfittarono dell'amnistia di metà dicembre dichiarata da Boris El'cin per i membri dei gruppi armati di Džochar Dudaev. Tuttavia le aspettative del gabinetto di Boris El'cin di un attacco chirurgico, seguito da una capitolazione del regime ceceno, vennero deluse. Il morale delle truppe russe, poco preparate e incoscienti sul dove fossero mandate, era basso fin dall'inizio. Alcune unità russe si rifiutarono di avanzare e in alcuni casi sabotarono il proprio equipaggiamento. In Inguscezia, alcuni civili fermarono la colonna ovest e incendiarono 30 veicoli mentre 70 soldati coscritti disertarono. L'avanzata della colonna nord fu fermata a Dolinskoe dalla resistenza cecena e le forze russe patirono le prime perdite gravi. Un gruppo di 50 soldati di truppe aerotrasportate si arrese alla resistenza dopo essere stato scagliato oltre le linee nemiche e abbandonato.
El'cin ordinò alle forze russe di mostrare autocontrollo, ma queste non erano preparate a ciò. Le perdite tra i civili aumentarono rapidamente, di conseguenza l'ostilità nei confronti delle forze russe si diffuse anche tra coloro che avevano intenzione di destituire Dudaev. Altri problemi sorsero con l'invio di soldati coscritti, freschi di addestramento, provenienti da regioni lontane, invece che soldati professionisti. Bande di combattenti ceceni, dotati di grandissima mobilità, causarono gravi perdite alle truppe russe impreparate e demoralizzate. I comandanti militari russi risposero con bombardamenti a tappeto indiscriminati che portarono a enormi perdite tra la popolazione cecena e russa. Il 29 dicembre, in uno dei rari casi di vittoria piena dei russi, l'aviazione russa sequestrò l'aeroporto militare di Groznyj e respinse un contrattacco ceceno nella battaglia di Chankala; il prossimo obiettivo era la città stessa, con i russi che stavano chiudendo la capitale, i ceceni cominciarono a organizzare le posizioni difensive e a concentrare le loro forze in città.

### Il bombardamento di Groznyj

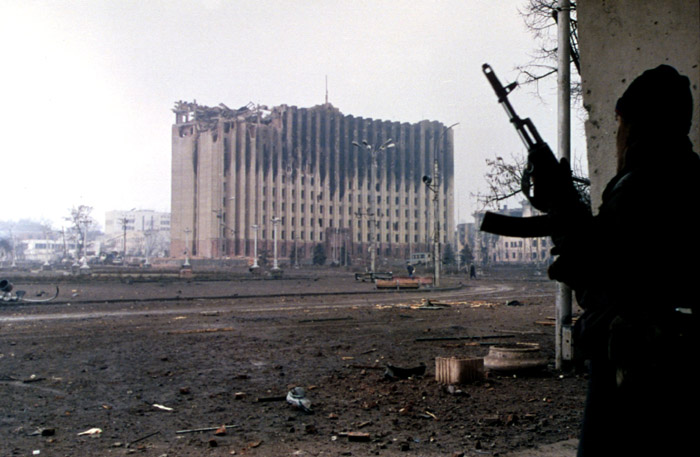
Il Palazzo presidenziale ceceno durante la battaglia di Groznyj

Quando le forze russe assediarono la capitale cecena, migliaia di civili morirono a causa dei raid aerei e dei bombardamenti in quella che fu la più grande campagna di bombardamenti in Europa dai tempi della distruzione di Dresda durante la Seconda guerra mondiale. L'assalto iniziale partì nella notte di capodanno nel 1995 e culminò in una pesante disfatta russa, con gravi perdite e con il morale delle truppe fortemente colpito. La sconfitta determinò tra 1 000 e i 2 000 morti tra i soldati russi, per la maggior parte coscritti poco addestrati e disorientati; la 131ª Brigata "Majkop" fu completamente distrutta nei combattimenti vicino alla stazione centrale. Nonostante l'iniziale vittoria cecena, Groznyj fu conquistata dalle forze russe al termine di una dura guerra urbana. Dopo la sconfitta iniziale, le forze russe diedero il via ad un massiccio bombardamento utilizzando l'aviazione e l'artiglieria. Allo stesso tempo accusarono i ceceni di utilizzare gli abitanti come scudi umani, impedendo loro di lasciare la città. Il 7 gennaio 1995 il maggior generale russo Viktor Vorobëv fu ucciso dai ceceni con un colpo di mortaio. Il 19 gennaio le forze russe, dopo tre settimane, conquistarono il Palazzo Presidenziale ceceno, nel centro della città ormai distrutto. La battaglia per la parte sud della città continuò fino al 6 marzo 1995, quando ne venne dichiarata ufficialmente la fine.
Il consigliere di Boris El'cin per i diritti umani Sergej Kovalëv stimò che circa 27 000 civili morirono nelle prime cinque settimane di combattimenti. Lo storico e generale russo Dmitrij Volkogonov affermò che i bombardamenti russi provocarono 35 000 vittime civili, inclusi 5 000 bambini, e che la grande maggioranza di queste vittime era di etnia russa. Mentre le vittime tra i soldati non sono conosciute, la parte russa ha ammesso di aver perso 2 000 uomini, uccisi o scomparsi. La battaglia di Groznyj aveva scioccato la Russia e il mondo provocando dure critiche verso la guerra. Gli osservatori internazionali dell'OCSE descrissero la scena come una "catastrofe inimmaginabile", l'ex leader sovietico Michail Gorbačëv definì la guerra una "vergognosa avventura sanguinaria" e il cancelliere tedesco Helmut Kohl "pura follia".

### L'offensiva russa
Dopo la caduta di Groznyj, le forze russe allargarono il controllo nelle zone rurali e in quelle montagnose. In questo periodo venne perpetrato uno dei più feroci massacri della guerra, il 7 aprile, gli OMON e altre forze federali russe uccisero almeno 103 civili durante la presa del villaggio di frontiera di Samaški, mentre diverse centinaia furono arrestate, picchiate o torturate. Il 15 aprile, nelle montagne a sud, le forze russe lanciarono un'offensiva lungo tutto il fronte, avanzando in larghe colonne di 200 - 300 veicoli. Le forze della ChRI difesero la città di Argun, poi, prima di essere completamente circondate, spostarono il quartier generale nella città di Šali, successivamente a Seržen-Jurt e infine nella roccaforte di montagna di Vedeno, luogo d'origine di Šamil' Basaev. Gudermes, la seconda città più grande della Cecenia, venne circondata senza combattere, ma il villaggio di Šatoj venne difeso dagli uomini di Ruslan Gelaev. Alla fine, lo Stato Maggiore ceceno, si ritirò dalla zona di Vedeno per spostarsi verso il villaggio di Dargo e poi verso Benoj. Secondo una stima dell'Esercito degli Stati Uniti, tra gennaio e giugno del 1995 le forze russe, quando conquistarono la maggior parte del territorio ceceno, ebbero circa 2 800 morti, 10 000 feriti e più di 500 tra scomparsi o catturati. Comunque, alcuni ribelli ceceni ritornarono nelle zone pacificate nascosti tra i profughi.
Alla volontà di continuare l'offensiva, i separatisti ceceni risposero con frequenti prese di ostaggi per influenzare la popolazione russa e i leader russi. Nel giugno 1995 un gruppo guidato da Šamil' Basaev prese in ostaggio più di 1 500 persone nell'ospedale di Budënnovsk nel sud della Russia; prima del cessate il fuoco stipulato da Basaev e dal Primo ministro russo Viktor Černomyrdin, circa 120 civili russi morirono. La situazione impose ai russi di fermare le operazioni belliche consentendo ai ceceni di riorganizzarsi, durante il loro momento più difficile, e preparare la ribellione nazionale. Il massiccio attacco russo portò molti degli oppositori di Dudaev a schierarsi con lui e migliaia di volontari a ingrossare le file dei ribelli. Molti altri formarono delle milizie per difendere le proprie abitazioni dagli attacchi delle forze federali, verso la fine del 1995 secondo fonti ufficiali vi erano 5 000 - 6 000 uomini armati. Complessivamente le forze messe in campo dalla ChRI raggiungevano i 10 000 - 12 000 combattenti, più i riservisti, secondo il comando ceceno. Secondo un rapporto dell'ONU i ribelli ceceni disponevano di molti bambini-soldato, alcuni di essi avevano 11 anni, incluse le femmine. Più il territorio controllato dai ribelli diminuiva, più questi ultimi si avvalsero delle classiche tecniche di guerriglia come trappole esplosive e mine lungo le strade. La tattica di utilizzare ordigni esplosivi e imboscate ebbe un grande successo.
Verso la fine del 1995 il generale Anatolij Romanov, allora comandante delle truppe federali russe in Cecenia, venne gravemente ferito dalla esplosione di una bomba a Groznyj che gli provocò la paralisi. I sospetti dell'attacco caddero su elementi deviati delle forze armate russe. L'attacco fece cadere ogni speranza di un cessate il fuoco permanente, sviluppatosi dalla fiducia tra il generale Romanov e il comandante delle truppe cecene Aslan Maschadov, in agosto i due comandanti andarono nel sud della Cecenia per cercare di convincere il locale comandante ceceno a rilasciare dei soldati russi prigionieri. Nel febbraio del 1996 le truppe federali e gruppi ceceni pro-Russia aprirono il fuoco su una grossa manifestazione a Groznyj a favore dell'indipendenza, uccidendo diversi dimostranti; il palazzo presidenziale ceceno di Groznyj, ormai in rovina, simbolo dell'indipendenza cecena, venne abbattuto due giorni dopo.

### Le violazioni dei diritti umani e delle leggi di guerra

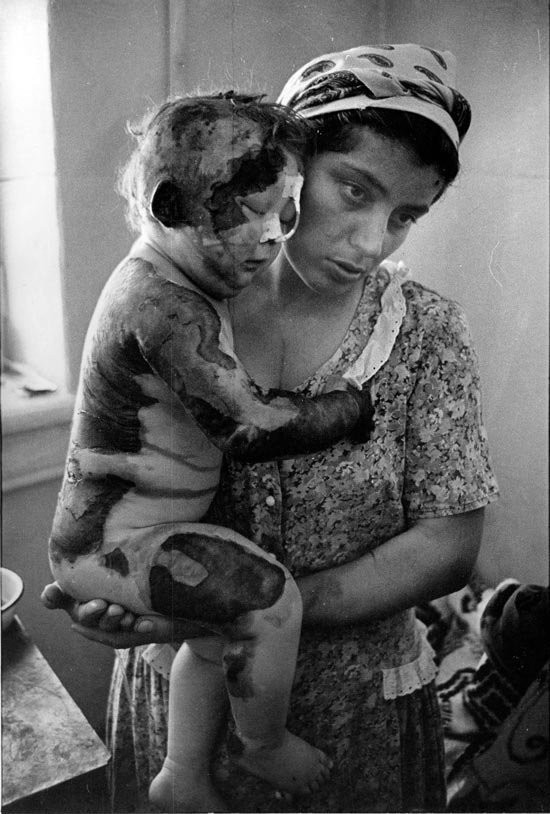
Una donna cecena con un bambino ferito

Le organizzazioni per i diritti umani accusarono le forze russe di aver utilizzato in maniera sproporzionata ed indiscriminata la forza quando vi erano episodi di resistenza, determinando in questo modo un alto numero di vittime civili; ad esempio secondo Human Rights Watch nel dicembre 1995 l'artiglieria russa uccise almeno 267 civili durante un raid a Gudermes. Per tutta la campagna i russi utilizzarono principalmente l'artiglieria e gli attacchi aerei, una tecnica che opinioni cecene e occidentali definirono come deliberati attacchi terroristici. Paradossalmente la maggior parte delle vittime civili di questi attacchi era di etnia russa, che non era in grado di trovare buone vie di fuga, mentre i ceceni erano molto più abili a rifugiarsi nei villaggi circostanti. I villaggi vennero comunque fortemente colpiti fin dalla prima settimana di conflitto; il 3 gennaio 1995 una bomba a grappolo uccise 55 civili. Le truppe russe impedirono spesso ai civili di lasciare le zone sotto attacco e non consentirono l'attività di organizzazioni umanitarie nell'assistenza dei civili. È stato ampiamente confermato che le truppe russe, soprattutto quelle che rispondevano al MVD, hanno commesso spesso, e talvolta sistematicamente, atti di tortura ed esecuzioni sommarie nei confronti dei filo-separatisti, spesso definiti začistka. Gruppi umanitari hanno riportato spesso cronache di stupri e saccheggi commessi dai soldati russi, azioni compiute senza tener conto della nazionalità delle vittime.
Durante il conflitto anche i separatisti ceceni commisero diversi crimini: presero in ostaggio molte persone alla volta, rapirono o uccisero civili considerati collaboratori dei russi e maltrattarono civili e soldati catturati (soprattutto i piloti) come Evgenij Rodionov, il quale venne decapitato in un video tre mesi prima che la guerra finisse. Alcuni ribelli e membri delle forze federali utilizzarono gli ostaggi come scudi umani durante le operazioni di guerra e di spostamento; ad esempio alcune truppe russe presero in ostaggio circa 500 civili nell'ospedale del 9º Municicipio di Groznyj.
Le violenze commesse dai membri delle forze russe furono solitamente tollerate e non furono punite quando vi furono delle indagini. Televisioni e giornali riportarono molte immagini non censurate del conflitto, di conseguenza la popolarità del presidente El'cin diminuì molto. La guerra in Cecenia ebbe anche l'effetto di aumentare la paura dei russi nei confronti delle altre etnie della federazione.

### L'intervento dei militanti islamici e la diffusione in Inguscezia
La dichiarazione del Gran Muftì della Cecenia, Achmat Kadyrov, che il ChRI stesse portando avanti un Jihād contro la Russia sollevò il timore che molti jihādisti provenienti da altre regioni della russia e da stati stranieri avrebbero combattuto come volontari. Secondo una stima, 5 000 non-ceceni hanno combattuto per motivi religiosi e / o nazionali.
Alcuni scontri si ebbero anche nella piccola repubblica confinante della Inguscezia, soprattutto quando i comandanti russi ordinarono alle truppe di inseguire i ribelli che attraversavano il confine, mentre 200 000 profughi provenienti non solo dalla Cecenia ma anche dalla Ossezia del Nord indebolirono l'economia del posto già fortemente provata. In diverse occasioni il presidente ingusco Ruslan Aushev protestò per le incursioni arrivando anche a minacciare il ministro della Difesa russo di denuncia per i danni subiti, ricordando come le forze federali avessero in precedenza assistito alla espulsione della popolazione inguscia della Ossezia del Nord. Vi furono resoconti di abusi (omicidi, stupri, pestaggi) commessi dalle truppe russe; in un incidente, parzialmente testimoniato della visita di deputati russi della Duma, almeno 9 civili ingusci e un soldato baschiro furono uccisi da soldati russi apparentemente ubriachi, prima ancora un soldato russo ubriaco uccise un suo commilitone, 5 civili ingusci e il ministro della Sanità ingusco. Scontri più duri si verificarono in Daghestan, il villaggio di frontiera di Pervomajskoe venne completamente distrutto dalle truppe russe come risposta alla presa di più di 2 000 ostaggi a Kizljar, provocando forti critiche da parte delle autorità locali e aumentò il malcontento interno. I cosacchi del Don, inizialmente simpatizzarono per la causa cecena, successivamente si mostrarono alleati dei russi, la loro cultura ha molte più affinità verso la Russia che verso la Cecenia, tenendo conto che hanno alle spalle una lunga storia di conflitti con le popolazioni indigene tra cui quella cecena; i cosacchi del Kuban organizzarono delle azioni, come posti di blocco, contro i ceceni che si infiltrarono nei loro territori.
Mentre la guerra in Cecenia continuava, all'interno della federazione russa nacquero nuove forme di ribellione. Si diffuse tra i membri di minoranze etniche una resistenza alla coscrizione, tanto che alcune repubbliche emanarono leggi e decreti riguardanti l'argomento. La Repubblica di Ciuvascia emanò una legge che proteggeva i soldati che si rifiutavano di partecipare alla guerra in Cecenia e impose limiti sull'uso di armi federali in conflitti etnici o regionali che vedono coinvolta la Russia. Alcune autorità federali chiesero che venisse proibito l'uso dei coscritti nei conflitti interni, mentre altre auspicavano che venisse vietato l'utilizzo delle forze armate in tali situazioni. Le autorità russe temevano che porre fine al conflitto in tempi brevi avrebbe portato a una serie di tentativi di separazione da parte di altre minoranze etniche.
Il 6 marzo 1996 un aereo passeggeri cipriota venne dirottato da simpatizzanti ceceni mentre era in volo verso la Germania. Il 9 gennaio 1996 una nave passeggeri turca che trasportava 200 russi venne sequestrata da uomini armati, soprattutto turchi, con l'intenzione di far conoscere la causa cecena. La maggior parte di questi incidenti venne risolta tramite trattative e senza vittime.

### L'intensificarsi dello sforzo bellico russo
Il 6 marzo 1996, tra i 1 500 e i 2 000 ribelli ceceni si infiltrarono all'interno di Groznyj e per tre giorni lanciarono attacchi a sorpresa in molte zone della città riuscendo anche a impossessarsi di armi e munizioni. Sempre a marzo i ceceni attaccarono Samaški dove vennero uccisi centinaia di civili; il mese successivo, il 16 aprile, il comandante arabo Ibn al-Khattab nell'agguato di Šatoj distrusse una grande colonna di corazzati russi uccidendo 53 soldati (secondo molti 100), in un altro attacco 28 soldati furono uccisi vicino a Vedeno.
Le perdite militari e le crescenti vittime civili resero la guerra ancora più impopolare in Russia, le vicine elezioni presidenziali indussero il governo di Boris El'cin alla ricerca di una via d'uscita al conflitto. Nonostante l'uccisione di Džochar Dudaev, avvenuta per mano di un missile guidato russo il 21 aprile 1996, il movimento separatista permase. Il mese successivo, il 28 maggio 1996, il presidente russo El'cin dichiarò la vittoria a Groznyj, dopo un temporaneo "cessate il fuoco" con il presidente ceceno ad interim Zelimkhan Jandarbiev, ma le forze armate continuavano la guerra. Il 6 agosto 1996, tre giorni prima che El'cin venisse nominato presidente della Russia per il secondo mandato e quando la maggior parte delle truppe russe venne spostata a sud in attesa dell'offensiva finale nelle roccaforti separatiste in montagna, i ribelli ceceni lanciarono un attacco a sorpresa su Groznyj.

### La riconquista cecena di Groznyj e l'accordo di Chasav-Jurt
Nonostante le circa 12 000 truppe russe dislocate dentro e fuori Groznyj, più di 5 000 ribelli ceceni occuparono i distretti chiave in poche ore in un'operazione preparata e diretta da Maschadov (che la chiamò operazione Zero) e Basaev (che la chiamò operazione Jihad). I ribelli assediarono le postazioni e le basi russe e la zona del governo nel centro della città mentre molti ceceni dichiararono di essere collaboratori russi quando venivano radunati, detenuti e talvolta uccisi. Negli stessi momenti le truppe russe di stanza ad Argun e Gudermes erano circondate nelle proprie guarnigioni. Le colonne corazzate che provarono diverse volte a soccorrere le truppe bloccate a Groznyj furono respinte con diverse perdite tra le file russe (il 276º Reggimento Motorizzato composto da 900 unità perse la metà degli uomini nei due giorni in cui provò a raggiungere il centro della città). Gli ufficiali russi affermarono che vi furono più di 200 morti e circa 800 feriti nei cinque giorni di combattimento mentre il numero dei dispersi è sconosciuto. I ceceni parlarono di 1000 soldati russi uccisi. Migliaia di soldati furono presi in ostaggio o circondati, molti vennero disarmati e barbaramente uccisi ed i loro equipaggiamenti sequestrati dai ceceni.
Il 19 agosto nonostante la presenza di 50 000-200 000 civili ceceni e russi e migliaia di militari a Groznyj, il comandante russo Konstantin Pulikovskij lanciò un ultimatum ai ribelli ceceni, o lasciavano la città in 48 ore oppure sarebbe partito un massiccio attacco con aerei e artiglieria, inclusi bombardieri strategici (non ancora utilizzati in Cecenia) e missili balistici. Dopo l'annuncio vi furono scene di panico con civili che cercavano di fuggire prima che incominciasse l'attacco con colonne di profughi e bombe che cadevano. Il bombardamento venne presto fermato dal "cessate il fuoco" stipulato dal generale Aleksandr Lebed', il consigliere nazionale per la sicurezza di Boris El'cin.
Durante i successivi otto giorni di colloqui Lebed' e Maschadov formularono l'Accordo di Chasav-Jurt, firmato il 31 agosto 1996. Esso prevedeva:
- aspetti tecnici riguardanti la demilitarizzazione
- il ritiro di entrambe le forze da Groznyj,
- la creazione di un Quartier generale congiunto volto ad evitare combattimenti in città,
- il ritiro di tutte le forze armate russe dalla Cecenia a partire dal 31 agosto 1996
- clausola per cui ogni accordo riguardante le relazioni tra Russia e Repubblica cecena di Ichkeria non dovrà essere firmato fino al 2001.

### Il trattato di Mosca e la fine
L'Accordo di Chasav-Jurt spianò la strada alla firma di altri due accordi tra Russia e Cecenia. A metà novembre del 1996 El'cin e Maschadov firmarono un accordo riguardante le relazioni economiche, ed i risarcimenti per i ceceni colpiti dalla guerra. Nel febbraio 1997 la Russia approvò un'amnistia per i soldati russi e ceceni separatisti, che avevano commesso azioni illegali nel corso della guerra.
Il 12 maggio 1997, sei mesi dopo l'Accordo di Chasav-Jurt, il presidente ceceno Maschadov volò a Mosca dove, insieme ad El'cin, firmò un trattato "sulla pace e sui principi delle relazioni russo-cecene", secondo Maschadov il trattato avrebbe eliminato "qualunque base per creare cattive relazioni tra Mosca e Groznyj". Tuttavia poco più di due anni dopo, alcuni ex comandanti di Maschadov, guidati da radicali come Šamil' Basaev e Ibn Al-Khattab, lanciarono un'invasione del Daghestan, scatenando la seconda guerra cecena.

## Le conseguenze

### Perdite
Secondo lo Stato Maggiore delle Forze Armate Russe, 3 826 soldati furono uccisi, 17 892 feriti e 1 906 dispersi durante le operazioni. Mentre secondo il NVO (National Virtual Observatory), un autorevole settimanale militare russo indipendente, i soldati russi morti furono almeno 5 362, i feriti o ammalati 52 000 e più di 3 000 i dispersi fino al 2005. Secondo l'Unione dei comitati delle madri dei soldati russi, i militari russi morti sarebbero 14 000, la cifra si basa su informazioni ottenute da soldati feriti e da parenti dei soldati; nel conteggio si tenne conto solo delle truppe regolari, kontraktniki e le truppe speciali non vennero considerate.
Il numero dei morti ceceni arriva a 100 000, forse di più, di cui la maggior parte civili. Diverse altre stime indicano il numero tra 50 000 e 100 000. Il ministro dell'Interno russo Anatolij Kulikov ha affermato che il numero dei civili ceceni morti era inferiore a 20 000 La squadra di Sergej Kovalëv (politico dissidente russo) potrebbe presentare dei documenti che indicano in 50 000 i civili uccisi. Il ChRI porta il numero a 100 000. Secondo il giornale russo "Gazeta" 35 000 persone di etnia russa sono state uccise dai soldati russi durante le operazioni in Cecenia, la maggior parte durante i bombardamenti su Groznyj.
Il ChRI ha dichiarato che i ribelli ceceni uccisi sono 3 000 (di cui 800 caduti durante i primi tre mesi di guerra e la maggior parte morti a causa dei colpi di mortaio), tale numero, nonostante le dichiarazioni, è comunque troppo basso. Tony Wood, giornalista e autore, che ha scritto spesso sulla Cecenia, stima in 4000 i morti tra le file dei guerriglieri ceceni. Il numero dei morti tra i ribelli non è quantificabile, dato che molti di loro combatterono senza essere sotto il comando di Dudaev. Di conseguenza non furono compresi nel conteggio ufficiale. Le stime russe sono molto più alte, il Comando delle forze armate russe ha quantificato ben 15 000 ribelli uccisi alla fine del conflitto.

### Prigionieri e scomparsi
Nell'accordo di Chasav-Jurt entrambe le parti si accordarono per uno scambio di prigionieri da effettuarsi alla fine della guerra. Nonostante questa clausola molte persone rimasero prigioniere. Un'analisi parziale della lista di 1 432 soggetti dati per dispersi mostrava che, in data 30 ottobre 1996, almeno 139 ceceni risultavano ancora prigionieri nel lato russo, non si sa quanti fossero ancora vivi. Secondo Human Rights Watch, a metà gennaio 1997 le forze cecene detenevano ancora tra i 700 e i 1000 russi, sia soldati che ufficiali, come prigionieri di guerra. Secondo Amnesty International, nello stesso mese, 1058 tra soldati e ufficiali russi erano prigionieri dei guerriglieri ceceni, i quali li avrebbero liberati in seguito ad uno scambio con membri della guerriglia cecena.